# Ilha de Carache
Ilha de Carache är en ö i Guinea-Bissau. Den ligger i den västra delen av landet, 80 km sydväst om huvudstaden Bissau. Arean är 80 kvadratkilometer.
Terrängen på Ilha de Carache är mycket platt. Öns högsta punkt är 39 meter över havet. Den sträcker sig 11,3 kilometer i nord-sydlig riktning, och 16,2 kilometer i öst-västlig riktning.